# 이탈리아의 도

이탈리아의 도

이탈리아의 도(이탈리아어: provincia 프로빈차[*])는 세 단계로 이루어진 행정 구역의 중간 계층이다. 도는 주(이탈리아어: regione 레조네[*]) 밑에 소속되어 있으며 그 아래에 많은 시(이탈리아어: comune 코무네[*], 지방 자치체)를 두고 있다.
도는 지역 개발·진흥, 소방·경찰 업무, 차량 등록 업무 등을 담당한다. 이탈리아를 구성하는 20개의 주 가운데 면적과 인구 규모가 적은 발레다오스타주를 제외한 19개의 주는 모두 최소 2개 이상의 도를 밑에 두고 있다. 2016년 기준으로 이탈리아에는 107개의 도가 있다.

## 행정 구역 개편
2013년에는 시칠리아주에 위치한 아그리젠토도, 칼타니세타도, 엔나도, 라구사도, 시라쿠사도, 트라파니도는 자유 지방 자치체 협력체로 개편되었다. 2016년 2월 4일에는 사르데냐주에 위치한 올비아템피오도, 올리아스트라도, 메디오캄피다노도, 카르보니아이글레시아스도가 폐지되고 수드사르데냐도가 신설되었다.
2015년에는 바리도, 볼로냐도, 칼리아리도, 피렌체도, 제노바도, 메시나도, 밀라노도, 나폴리도, 팔레르모도, 레조칼라브리아도, 로마도, 토리노도, 베네치아도 10개 도가 광역시(이탈리아어: Città metropolitana 치타 메트로폴리타나[*]) 지위를 부여받았다.

## 이탈리아의 도 목록

### 아브루초주
1. 라퀼라도
2. 키에티도
3. 페스카라도
4. 테라모도

### 바실리카타주
1. 마테라도
2. 포텐차도

### 칼라브리아주
1. 카탄차로도
2. 코센차도
3. 크로토네도
4. 레조칼라브리아 광역시(구 레조칼라브리아도)
5. 비보발렌티아도

### 캄파니아주
1. 아벨리노도
2. 베네벤토도
3. 카세르타도
4. 나폴리 광역시(구 나폴리도)
5. 살레르노도

### 에밀리아로마냐주
1. 볼로냐 광역시(구 볼로냐도)
2. 페라라도
3. 포를리체세나도
4. 모데나도
5. 파르마도
6. 피아첸차도
7. 라벤나도
8. 레조넬에밀리아도
9. 리미니도

### 프리울리베네치아줄리아주
1. 고리치아도
2. 포르데노네도
3. 트리에스테도
4. 우디네도

### 라치오주
1. 프로시노네도
2. 라티나도
3. 리에티도
4. 로마 수도 광역시(구 로마도)
5. 비테르보도

### 리구리아주
1. 제노바 광역시(구 제노바도)
2. 임페리아도
3. 라스페치아도
4. 사보나도

### 롬바르디아주
1. 베르가모도
2. 브레시아도
3. 코모도
4. 크레모나도
5. 레코도
6. 로디도
7. 만토바도
8. 밀라노 광역시(구 밀라노도)
9. 몬차에브리안차도
10. 파비아도
11. 손드리오도
12. 바레세도

### 마르케주
1. 안코나도
2. 아스콜리피체노도
3. 페르모도
4. 마체라타도
5. 페사로에우르비노도

### 몰리세주
1. 캄포바소도
2. 이세르니아도

### 피에몬테주
1. 알레산드리아도
2. 아스티도
3. 비엘라도
4. 쿠네오도
5. 노바라도
6. 토리노 광역시(구 토리노도)
7. 베르바노쿠시오오솔라도
8. 베르첼리도

### 풀리아주
1. 바리 광역시(구 바리도)
2. 바를레타안드리아트라니도
3. 브린디시도
4. 포자도
5. 레체도
6. 타란토도

### 사르데냐주
1. 칼리아리 광역시(구 칼리아리도)
2. 누오로도
3. 오리스타노도
4. 사사리도
5. 수드사르데냐도

### 시칠리아주
1. 아그리젠토도
2. 칼타니세타도
3. 카타니아 광역시(구 카타니아도)
4. 엔나도
5. 메시나 광역시(구 메시나도)
6. 팔레르모 광역시(구 팔레르모도)
7. 라구사도
8. 시라쿠사도
9. 트라파니도

### 토스카나주
1. 아레초도
2. 피렌체 광역시(구 피렌체도)
3. 그로세토도
4. 리보르노도
5. 루카도
6. 마사에카라라도
7. 피사도
8. 피스토이아도
9. 프라토도
10. 시에나도

### 트렌티노알토아디제주
1. 볼차노도
2. 트렌토도

### 움브리아주
1. 페루자도
2. 테르니도

### 발레다오스타주
1. 아오스타도

### 베네토주
1. 벨루노도
2. 파도바도
3. 로비고도
4. 트레비소도
5. 베네치아 광역시(구 베네치아도)
6. 베로나도
7. 비첸차도

## 같이 보기
- 이탈리아의 주